# Lebeckia simsiana
Lebeckia simsiana är en ärtväxtart som beskrevs av Christian Friedrich Frederik Ecklon och Carl Ludwig Philipp Zeyher. Lebeckia simsiana ingår i släktet Lebeckia och familjen ärtväxter. Inga underarter finns listade i Catalogue of Life.